# Megaskamma
Megaskamma är ett släkte av mångfotingar. Megaskamma ingår i familjen Spirostreptidae.
Kladogram enligt Catalogue of Life:
| Megaskamma | \| \| Megaskamma improvisa \| \| \| \| \| \| Megaskamma improvisum \| \| \| \| |
|            | \| \| Megaskamma improvisa \| \| \| \| \| \| Megaskamma improvisum \| \| \| \| |
|            | Megaskamma improvisa                                                           |
|            |                                                                                |
|            | Megaskamma improvisum                                                          |
|            |                                                                                |